# Olivier Madiba
Pour les articles homonymes, voir Madiba.
Olivier Madiba né le 10 octobre 1985 est un entrepreneur camerounais actif dans le domaine des jeux vidéos.

## Biographie

### Enfance, éducation et débuts
Olivier Madiba est né le 10 octobre 1985 à Douala au Cameroun. Il est le premier de 3 enfants. Il commence l’école primaire à Yaoundé, et ensuite à Douala, il fait les collèges, Libermann, Alfred Saker et le Lycée Joss où il est dans la même classe que Philippe Simo. Il obtient son Baccalauréat scientifique en 2002 à 17 ans. Il fait ensuite informatique à l’université de yaoundé I et y obtient sa licence en informatique en 2006.

### Carrière
Il fonde Kiro'o Games, une plate forme de jeu avec du contenu africain,. Il souhaite inspirer, divertir et soutenir. Il rend le personnage Aurion populaire via sa plateforme de jeu en ligne,,. Il met en œuvre le premier game mobile sur la vie d'un fonctionnaire Africain.